# Enelaran
Enelaran ist ein osttimoresischer Ort in der Aldeia Sulilaran (Suco Aidabaleten, Verwaltungsamt Atabae, Gemeinde Bobonaro). Er liegt in einer Meereshöhe von 7 m.
Das Dorf Enelaran befindet sich an der Küste der Sawusee, im Westen der Aldeia Tasi Mean, an der nördlichen Küstenstraße. Östlich liegt das Dorf Cotalaran mit seinen Salzfeldern, westlich das Dorf Biacou.